# Halloween II
Halloween II (prt: Halloween 2 - O Grande Massacre, ou Halloween II - O Grande Massacre; bra: Halloween 2 - O Pesadelo Continua, ou Halloween II - O Pesadelo Continua) é um filme estadunidense de 1981 dirigido por Rick Rosenthal, em sua estreia como diretor, escrito e produzido por John Carpenter e Debra Hill, e estrelado por Jamie Lee Curtis e Donald Pleasence, que retornam com respectivos papéis como Laurie Strode e Dr. Sam Loomis. É a segunda parte da série de filmes Halloween e originalmente serviu como uma sequência direta de Halloween (1978). A trama começa logo após o primeiro filme, com Michael Myers seguindo a sobrevivente Laurie Strode até o hospital local, enquanto seu psiquiatra Dr. Loomis continua sua busca por ele.
Apesar de Carpenter e Hill terem coescrito o roteiro da sequência, Carpenter mostrou-se relutante em alargar o seu envolvimento e recusou-se a dirigir, tendo em vez disso nomeado a direção para Rosenthal. Estilisticamente, Halloween II tem certos elementos-chave que fizeram do primeiro filme um sucesso, tais como as perspectivas da câmara em primeira pessoa, e o filme começa logo após o final do final do filme anterior, com o objetivo de terminar a história de Michael Myers e Laurie Strode. Também apresenta a reviravolta do enredo de Laurie Strode como irmã de Michael Myers, um longa que informaria o arco narrativo da série em filmes posteriores. As filmagens aconteceram na primavera de 1981, principalmente no Morningside Hospital em Los Angeles na Califórnia, com um orçamento de 2.5 milhões de dólares.
O longa-metragem foi distribuído pela Universal Pictures, e estreou nos Estados Unidos em 30 de outubro de 1981. O filme foi um sucesso de bilheteria, com mais de 25 milhões de dólares, embora tenha recebido críticas mistas, com críticas positivas pelo suas atuações e atmosfera, mas chamou bastante a atenção dos críticos que criticaram a sua violência explícita e o seu poder de comparação com o filme anterior. Originalmente, Halloween II pretendia ser o último capítulo da série Halloween a girar em torno de Michael Myers e da cidade de Haddonfield, mas após a reação negativa a Halloween III: Season of the Witch (1982), Michael Myers foi trazido seis anos depois, em Halloween 4: The Return of Michael Myers (1988).

## Sinopse
Depois de falhar na tentativa de assassinar Laurie Strode e levar seis tiros do ex-psiquiatra Sam Loomis, Michael Myers segue-a até o hospital, onde ela foi internada após a tentativa de assassinato. Na busca de terminar o que começou, Myers começa uma matança no hospital, a procura de Laurie. Enquanto isso, ela tenta descobrir a verdade sobre o motivo pelo qual ele quer tanto a sua morte - e, enfim, descobre um segredo chocante.

## Elenco
- Jamie Lee Curtis como Laurie Strode
  - Nichole Drucker como Laurie Strode (jovem)
- Donald Pleasence como Dr. Sam Loomis
- Charles Cyphers como Leigh Brackett
- Lance Guest como Jimmy
- Pamela Susan Shoop como Karen Bailey
- Hunter von Leer como Gary Hunt
- Tawny Moyer como Jill Franco
- Ana Alicia como Janet Marshall
- Nancy Stephens como Marion Chambers
- Dick Warlock como Michael Myers
  - Adam Gunn como Michael Myers (jovem)
  - Nick Castle e Tony Moran como Michael Myers (flashback)
- Gloria Gifford como Virginia Alves
- Leo Rossi como Budd Scarlotti
- Ford Rainey como Dr. Frederick Mixter
- Jeffrey Kramer como Graham
- Cliff Emmich como Bernard Garrett
- John Zenda como Marshal Terrence Gummell
- Anne Bruner como Alice Martin
- Lucille Benson como Sra. Elrod
- Catherine Bergstrom como Debra Lane
- Anne-Marie Martin como Darcy Essmont
- Dana Carvey como Barry McNichol
- Billy Warlock como Craig Levant
- Nancy Loomis como Annie Brackett
- Brian Andrews como Tommy Doyle
- Kyle Richards como Lindsey Wallace
- Jonathan Prince como Randy Lohnner
- Jack Verbois como Ben Tramer